# 綠町 (高雄市)

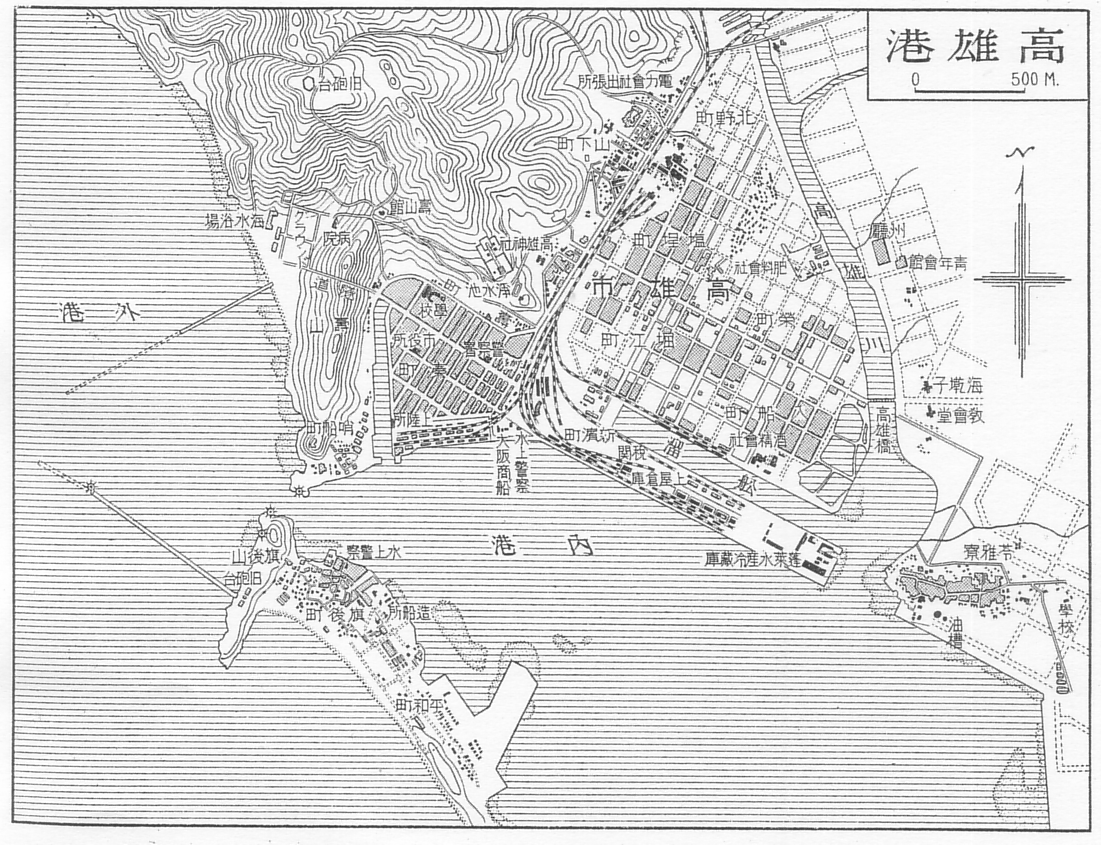
1930年左右的高雄地圖，可見當時的高雄市各町。

綠町是台灣日治時期高雄市的行政區劃之一，在平和町之南，因為鳥松樹林之綠意而得名。約等於今旗津區中華、實踐、復興等里南側，以及北汕、南汕兩里所轄範圍。